# Criminaliste
Un criminaliste est un praticien ou un théoricien du droit criminel et pénal.
On ne doit pas confondre les criminalistes avec les criminologues et les spécialistes de la criminalistique, car parmi ces trois métiers, seuls les criminalistes exercent réellement des tâches de juriste.

## Au Canada
Au Canada, un criminaliste est un avocat spécialisé en droit pénal. Il peut être soit un avocat de la défense, soit un avocat du ministère public. Certains juges et professeurs de droit ont également des antécédents dans la pratique du droit pénal. Un terme synonyme est pénaliste.
Selon le Dictionnaire de droit québécois et canadien, en contexte canadien, le terme criminaliste sert en général à qualifier le praticien du droit pénal, plutôt que le théoricien.

## En France
En Europe et plus particulièrement en France, les criminalistes et jurisconsultes, s'inspirant notamment des théories de l'écrivain et humaniste Nicolas Poillevillain dit de Clamanges, officient depuis la fin du XVe siècle ; cependant, leur influence deviendra croissante à partir du XVIIIe siècle. Ce sont le plus souvent, des personnalités issues du monde judiciaire (dont notamment Pierre-François Muyart de Vouglans, Jean-Marie Legraverend, Joseph Ortolan, Omer Talon), du monde littéraire et philosophique (dont notamment Josse de Damhouder,, Cesare Beccaria, Ferdinand von Schirach, Émile-Auguste Garçon), du monde universitaire (dont notamment  Giuseppe Gambari, Joseph Michel Antoine Servan, Antonius Mathæns, Carl Joseph Anton Mittermaier, Paul Johann Anselm von Feuerbach, Pierre Delval,) ou du monde scientifique (dont notamment Daniel Jousse,  Rodolphe Archibald Reiss, Edmond Locard,). En majorité, les criminalistes sont des théoriciens du droit qui fréquemment se prononcent ou écrivent sur des questions d'ordre pénal et jettent un regard critique sur le fonctionnement de l'institution judiciaire.
De tout temps, les criminalistes se sont penchés sur les interprétations doctrinales des lois de leur époque et ont œuvré pour tenter de rendre la justice criminelle plus efficace tout en en dénonçant ses excès et parfois son arbitraire ; notamment la plupart d'entre eux se sont élevés contre l’application de la peine de mort et ont réclamé son abolition.

## Définitions
Il existe plusieurs définitions pour le mot criminaliste :
- Selon le dictionnaire Littré : le criminaliste est « un juriste qui écrit sur les matières criminelles ou qui y est très savant ».
- Selon le dictionnaire Reverso, le criminaliste est « un spécialiste du droit pénal et, plus particulièrement, du droit criminel ».
- Selon le dictionnaire de l’Académie française (9e édition), le criminaliste est « un juriste spécialisé dans les questions criminelles ».
- Selon le dictionnaire de l’Académie française (7e édition), le criminaliste est « un auteur qui écrit sur les matières criminelles. Un savant criminaliste.  Il se dit également d’un homme qui est très instruit en jurisprudence criminelle ».
- Selon la définition de l'Encyclopædia Universalis, un criminaliste est « un spécialiste du droit pénal et, plus particulièrement, du droit criminel ».
- Selon le dictionnaire Larousse, un criminaliste est « un juriste spécialisé en matière criminelle ».
- Selon le Centre national de ressources textuelles et lexicales, un criminaliste est « un juriste, spécialiste des matières criminelles ».
- Selon la Chambre des Criminalistes de France, le ou la criminaliste est « un ou une spécialiste en matière pénale et, plus particulièrement, en matière criminelle ».
- Selon le dictionnaire de droit pénal du professeur Jean-Paul Doucet (des Facultés de droit, ancien titulaire de la rubrique de Droit criminel à la Gazette du Palais), un criminaliste est « le plus souvent, un universitaire spécialisé dans l’étude du droit pénal général, du droit pénal spécial et de la procédure pénale ; un généraliste de la matière pénale ».

## Criminalistes de renom
- Cesare Beccaria
- Germain Colladon
- Johnnie Cochran Jr
- Giuseppe Gambari
- Léo-René Maranda
- Serge Ménard
- Roger-Marc Moreau[10],[11],[12],[13]
- Rodolphe Reiss
- Antoine Rivard
- Joseph Michel Antoine Servan
- Honoré de Balzac[14],[15],[16],[17],[18]
- André Vitu[19],[20]
- Ferdinand von Schirach
- Frank Shoofey
- Omer Talon
- Pierre Garraud[21],[22],[23],[24]
- Paul Johann Anselm von Feuerbach
- Joseph Ortolan
- Victor Molinier[25],[26]
- Daniel Jousse
- Thomas Caravita[27]
- Benoit Carpzov[28],[29],[30]
- Jean Masuer[31],[32]
- Antoine Bruneau[33],[34]
- Guy du Rousseaud de la Combe
- Julius Clarus[35],[36]
- Faustin Hélie
- Jean Domat[37],[38]
- Giulio Claro[39]
- Giovanni Battista[40]
- Francesco Carrara[41]
- Scipion Bexon[42],[43]
- Victor Prudhon[44]
- Franz von Lisz[45],[46],[47]
- René Bérenger
- Charles Lucas
- François Serpillon[48]